# Euphonia
Euphonia là một chi chim trong họ Fringillidae.

## Các loài
Danh sách các loài lấy theo World Bird Names
- Euphonia jamaica
- Euphonia plumbea
- Euphonia affinis
- Euphonia luteicapilla
- Euphonia chlorotica
- Euphonia trinitatis
- Euphonia concinna
- Euphonia saturata
- Euphonia finschi
- Euphonia violacea
- Euphonia laniirostris
- Euphonia hirundinacea
- Euphonia chalybea
- Euphonia fulvicrissa
- Euphonia imitans
- Euphonia gouldi
- Euphonia chrysopasta
- Euphonia mesochrysa
- Euphonia minuta
- Euphonia anneae
- Euphonia xanthogaster
- Euphonia rufiventris
- Euphonia pectoralis
- Euphonia cayennensis

### Chuyển đi
Ba loài sau đây có quan hệ họ hàng dường như gần với Chlorophonia spp. hơn là với Euphonia spp. Do vậy, tốt nhất nên chuyển chúng sang chi Cyanophonia Bonaparte, 1851, loài điển hình C. musica.
- Euphonia cyanocephala = Cyanophonia cyanocephala
- Euphonia musica = Cyanophonia musica
- Euphonia elegantissima = Cyanophonia elegantissima

## Hình ảnh

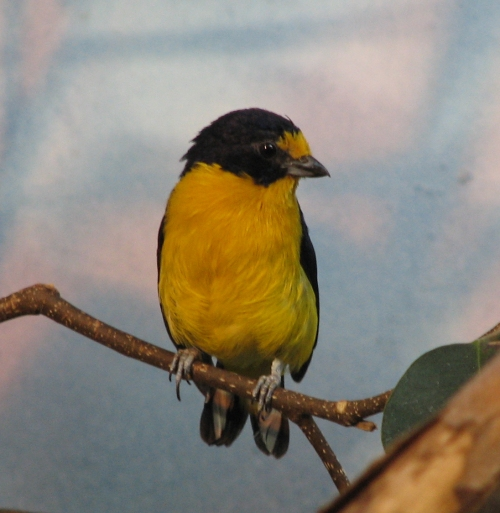
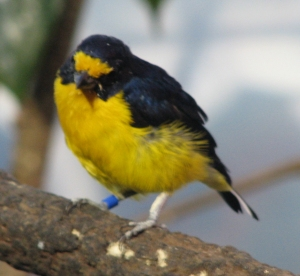
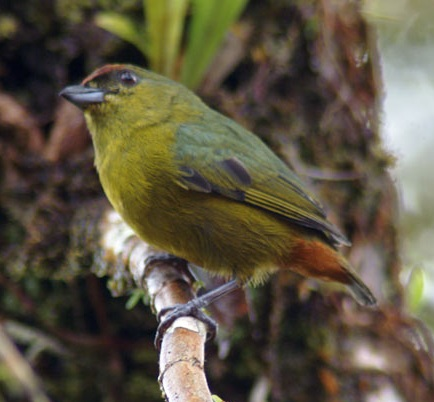
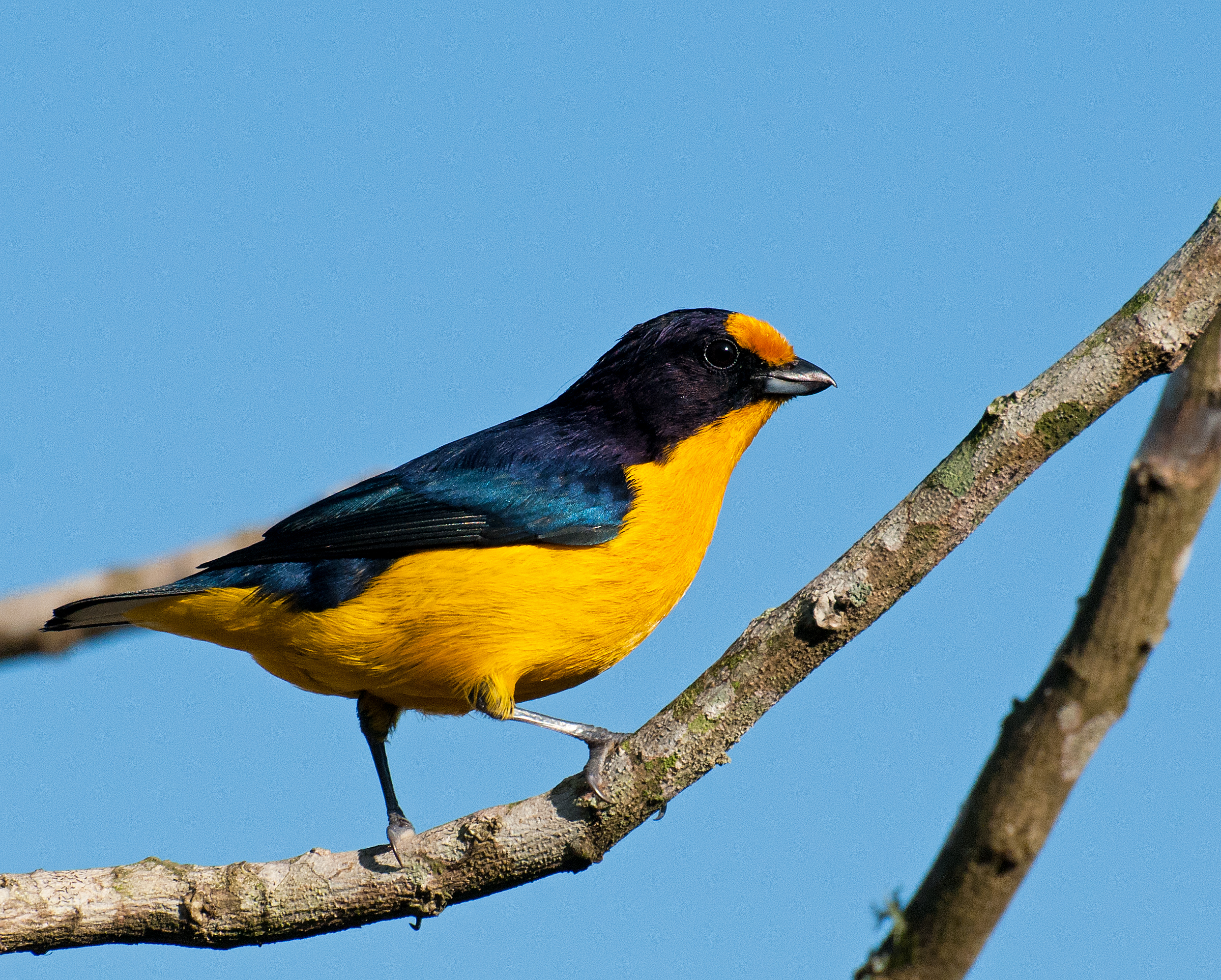